# Ronde van Groot-Brittannië 2023
De 82e editie van de wielerwedstrijd Ronde van Groot-Brittannië vond in 2023 plaats van 3 tot en met 10 september. De start was in Altrincham en de finish was in Caerphilly. De ronde was onderdeel van de UCI ProSeries 2023, in de categorie 2.Pro.

## Deelname
Er namen vijf UCI WorldTeams, zes professionele continentale teams, vier continentale teams en een nationale selectie deel.
| WorldTour                                                                    | ProContinentaal | Continentaal                                                        | Nationale selectie  |
| ---------------------------------------------------------------------------- | --- | ------------------------------------------------------------------- | ------------------- |
| BORA-hansgrohe INEOS Grenadiers Jumbo-Visma Movistar Team Team DSM-Firmenich | Bingoal WB Bolton Equities Black Spoke Equipo Kern Pharma Q36.5 Pro Cycling Team Team Flanders-Baloise Uno-X Pro Cycling Team | Global 6 Cycling Saint Piran TDT-Unibet Cycling Team Trinity Racing | Verenigd Koninkrijk |

## Etappe-overzicht
| Etappe | Datum        | Start               | Finish          | Type       | Afstand  | Winnaar          | Klassementsleider |
| ------ | ------------ | ------------------- | --------------- | ---------- | -------- | ---------------- | ----------------- |
| 1      | 3 september  | Altrincham          | Manchester      | Heuvelrit  | 163,6 km | Olav Kooij       | Olav Kooij        |
| 2      | 4 september  | Wrexham             | Wrexham         | Vlakke rit | 109,9 km | Olav Kooij       | Olav Kooij        |
| 3      | 5 september  | Goole               | Beverley        | Vlakke rit | 154,7 km | Olav Kooij       | Olav Kooij        |
| 4      | 6 september  | Sherwood Forest     | Newark-on-Trent | Vlakke rit | 166,6 km | Olav Kooij       | Olav Kooij        |
| 5      | 7 september  | Felixstowe          | Felixstowe      | Vlakke rit | 192,4 km | Wout van Aert    | Wout van Aert     |
| 6      | 8 september  | Southend-on-Sea     | Harlow          | Vlakke rit | 146,2 km | Danny van Poppel | Wout van Aert     |
| 7      | 9 september  | Tewkesbury          | Gloucester      | Heuvelrit  | 170,9 km | Rasmus Tiller    | Wout van Aert     |
| 8      | 10 september | Margam Country Park | Caerphilly      | Heuvelrit  | 166,8 km | Carlos Rodríguez | Wout van Aert     |

## Etappe-uitslagen

### Eerste etappe
| Altrincham – Manchester (161,6 km) |                  |                             |            |
| Plaats                             | Naam             | Ploeg                       | Tijd       |
| 1                                  | Olav Kooij       | Jumbo-Visma                 | 3h 51' 02" |
| 2                                  | Wout van Aert    | Jumbo-Visma                 | z.t.       |
| 3                                  | Sam Bennett      | BORA-hansgrohe              | z.t.       |
| 4                                  | Max Kanter       | Movistar Team               | z.t.       |
| 5                                  | Ethan Vernon     | Verenigd Koninkrijk         | z.t.       |
| 6                                  | Stian Fredheim   | Uno-X Pro Cycling Team      | z.t.       |
| 7                                  | Davide Bomboi    | TDT-Unibet Cycling Team     | z.t.       |
| 8                                  | Danny van Poppel | BORA-hansgrohe              | z.t.       |
| 9                                  | Gonzalo Serrano  | Movistar Team               | z.t.       |
| 10                                 | Rory Townsend    | Bolton Equities Black Spoke | z.t.       |

### Tweede etappe
| Wrexham – Wrexham (161,6 km) |                  |                         |            |
| Plaats                       | Naam             | Ploeg                   | Tijd       |
| 1                            | Olav Kooij       | Jumbo-Visma             | 2h 22' 51" |
| 2                            | Danny van Poppel | BORA-hansgrohe          | z.t.       |
| 3                            | Wout van Aert    | Jumbo-Visma             | z.t.       |
| 4                            | Sam Bennett      | BORA-hansgrohe          | z.t.       |
| 5                            | Max Kanter       | Movistar Team           | z.t.       |
| 6                            | Ethan Vernon     | Verenigd Koninkrijk     | z.t.       |
| 7                            | Luke Lamperti    | Trinity Racing          | z.t.       |
| 8                            | Stian Fredheim   | Uno-X Pro Cycling Team  | z.t.       |
| 9                            | Tom Pidcock      | INEOS Grenadiers        | z.t.       |
| 10                           | Davide Bomboi    | TDT-Unibet Cycling Team | z.t.       |

### Derde etappe
| Goole – Beverley (161,6 km) |                  |                             |            |
| Plaats                      | Naam             | Ploeg                       | Tijd       |
| 1                           | Olav Kooij       | Jumbo-Visma                 | 3h 25' 58" |
| 2                           | Danny van Poppel | BORA-hansgrohe              | z.t.       |
| 3                           | Ethan Vernon     | Verenigd Koninkrijk         | z.t.       |
| 4                           | Max Kanter       | Movistar Team               | z.t.       |
| 5                           | Rasmus Tiller    | Uno-X Pro Cycling Team      | z.t.       |
| 6                           | Tom Pidcock      | INEOS Grenadiers            | z.t.       |
| 7                           | Robert Donaldson | Trinity Racing              | z.t.       |
| 8                           | Casper van Uden  | Team DSM-Firmenich          | z.t.       |
| 9                           | Rory Townsend    | Bolton Equities Black Spoke | z.t.       |
| 10                          | Davide Bomboi    | TDT-Unibet Cycling Team     | z.t.       |

### Vierde etappe
| Sherwood Forest – Newark-on-Trent (166,6 km) |                 |                         |            |
| Plaats                                       | Naam            | Ploeg                   | Tijd       |
| 1                                            | Olav Kooij      | Jumbo-Visma             | 3h 45' 40" |
| 2                                            | Casper van Uden | Team DSM-Firmenich      | z.t.       |
| 3                                            | Ethan Vernon    | Verenigd Koninkrijk     | z.t.       |
| 4                                            | Milan Fretin    | Team Flanders-Baloise   | z.t.       |
| 5                                            | Max Kanter      | Movistar Team           | z.t.       |
| 6                                            | Stian Fredheim  | Uno-X Pro Cycling Team  | z.t.       |
| 7                                            | Davide Persico  | Bingoal WB              | z.t.       |
| 8                                            | Ben Turner      | INEOS Grenadiers        | z.t.       |
| 9                                            | Sam Bennett     | BORA-hansgrohe          | z.t.       |
| 10                                           | Davide Bomboi   | TDT-Unibet Cycling Team | z.t.       |

### Vijfde etappe
| Felixstowe – Felixstowe (192,4 km) |                  |                         |            |
| Plaats                             | Naam             | Ploeg                   | Tijd       |
| 1                                  | Wout van Aert    | Jumbo-Visma             | 4h 20' 05" |
| 2                                  | Ethan Vernon     | Verenigd Koninkrijk     | + 3"       |
| 3                                  | Danny van Poppel | BORA-hansgrohe          | z.t.       |
| 4                                  | Alexander Salby  | Bingoal WB              | z.t.       |
| 5                                  | Max Kanter       | Movistar Team           | z.t.       |
| 6                                  | Davide Persico   | Bingoal WB              | z.t.       |
| 7                                  | Milan Fretin     | Team Flanders-Baloise   | z.t.       |
| 8                                  | Davide Bomboi    | TDT-Unibet Cycling Team | z.t.       |
| 9                                  | Tom Pidcock      | INEOS Grenadiers        | z.t.       |
| 10                                 | Stian Fredheim   | Uno-X Pro Cycling Team  | z.t.       |

### Zesde etappe
| Southend-on-Sea – Harlow (146,2 km) |                  |                        |            |
| Plaats                              | Naam             | Ploeg                  | Tijd       |
| 1                                   | Danny van Poppel | BORA-hansgrohe         | 3h 14' 34" |
| 2                                   | Ethan Vernon     | Verenigd Koninkrijk    | z.t.       |
| 3                                   | Tord Gudmestad   | Uno-X Pro Cycling Team | z.t.       |
| 4                                   | Olav Kooij       | Jumbo-Visma            | z.t.       |
| 5                                   | Casper van Uden  | Team DSM-Firmenich     | z.t.       |
| 6                                   | Nicolò Parisini  | Q36.5 Pro Cycling Team | z.t.       |
| 7                                   | Davide Persico   | Bingoal WB             | z.t.       |
| 8                                   | Robert Donaldson | Trinity Racing         | z.t.       |
| 9                                   | Tom Pidcock      | INEOS Grenadiers       | z.t.       |
| 10                                  | Szymon Sajnok    | Q36.5 Pro Cycling Team | z.t.       |
|                                     |                  |                        |            |
| 17                                  | Wout van Aert    | Jumbo-Visma            | z.t.       |

### Zevende etappe
| Tewkesbury – Gloucester (170,9 km) |                            |                        |            |
| Plaats                             | Naam                       | Ploeg                  | Tijd       |
| 1                                  | Rasmus Tiller              | Uno-X Pro Cycling Team | 3h 14' 34" |
| 2                                  | Danny van Poppel           | BORA-hansgrohe         | z.t.       |
| 3                                  | Stephen Williams           | Verenigd Koninkrijk    | z.t.       |
| 4                                  | Gregor Mühlberger          | Movistar Team          | z.t.       |
| 5                                  | Damien Howson              | Q36.5 Pro Cycling Team | z.t.       |
| 6                                  | Tobias Halland Johannessen | Uno-X Pro Cycling Team | z.t.       |
| 7                                  | Zeb Kyffin                 | Saint Piran            | z.t.       |
| 8                                  | Magnus Sheffield           | INEOS Grenadiers       | z.t.       |
| 9                                  | Liam Johnston              | Trinity Racing         | z.t.       |
| 10                                 | Mark Donovan               | Q36.5 Pro Cycling Team | z.t.       |
|                                    |                            |                        |            |
| 11                                 | Kamiel Bonneu              | Team Flanders-Baloise  | z.t.       |

### Achtste etappe
| Margam Country Park – Caerphilly (166,8 km) |                            |                        |            |
| Plaats                                      | Naam                       | Ploeg                  | Tijd       |
| 1                                           | Carlos Rodríguez           | INEOS Grenadiers       | 3h 52' 43" |
| 2                                           | Wout van Aert              | Jumbo-Visma            | + 11"      |
| 3                                           | Damien Howson              | Q36.5 Pro Cycling Team | z.t.       |
| 4                                           | Tobias Halland Johannessen | Uno-X Pro Cycling Team | z.t.       |
| 5                                           | Magnus Sheffield           | INEOS Grenadiers       | z.t.       |
| 6                                           | Nils Politt                | BORA-hansgrohe         | + 30"      |
| 7                                           | Zeb Kyffin                 | Saint Piran            | + 31"      |
| 8                                           | Mark Donovan               | Q36.5 Pro Cycling Team | z.t.       |
| 9                                           | Gregor Mühlberger          | Movistar Team          | z.t.       |
| 10                                          | Kamiel Bonneu              | Team Flanders-Baloise  | z.t.       |
|                                             |                            |                        |            |
| 14                                          | Danny van Poppel           | BORA-hansgrohe         | + 59"      |

## Eindklassementen

### Algemeen klassement
| Plaats      | Naam                       | Ploeg                  | Tijd        |
| ----------- | -------------------------- | ---------------------- | ----------- |
| Blauwe trui | Wout van Aert              | Jumbo-Visma            | 28h 43' 57" |
| 2           | Tobias Halland Johannessen | Uno-X Pro Cycling Team | + 3"        |
| 3           | Damien Howson              | Q36.5 Pro Cycling Team | z.t.        |
| 4           | Magnus Sheffield           | INEOS Grenadiers       | z.t.        |
| 5           | Mark Donovan               | Q36.5 Pro Cycling Team | + 23"       |
| 6           | Zeb Kyffin                 | Saint Piran            | z.t.        |
| 7           | Gregor Mühlberger          | Movistar Team          | z.t.        |
| 8           | Kamiel Bonneu              | Team Flanders-Baloise  | z.t.        |
| 9           | Nils Politt                | BORA-hansgrohe         | + 28"       |
| 10          | Carlos Rodríguez           | INEOS Grenadiers       | z.t.        |
|             |                            |                        |             |
| 11          | Danny van Poppel           | BORA-hansgrohe         | + 51"       |

### Puntenklassement
| Plaats      | Naam             | Ploeg          | Punten |
| ----------- | ---------------- | -------------- | ------ |
| Groene trui | Olav Kooij       | Jumbo-Visma    | 108    |
| 2           | Danny van Poppel | BORA-hansgrohe | 94     |
| 3           | Wout van Aert    | Jumbo-Visma    | 79     |

### Bergklassement
| Plaats      | Naam             | Ploeg                       | Punten |
| ----------- | ---------------- | --------------------------- | ------ |
| Zwarte trui | James Fouché     | Bolton Equities Black Spoke | 49     |
| 2           | Carlos Rodríguez | INEOS Grenadiers            | 30     |
| 3           | Mark Donovan     | Q36.5 Pro Cycling Team      | 28     |
|             |                  |                             |        |
| 4           | Wout van Aert    | Jumbo-Visma                 | 26     |
| 12          | Casper van Uden  | Team DSM-Firmenich          | 12     |

### Jongerenklassement
| Plaats     | Naam             | Ploeg              | Tijd        |
| ---------- | ---------------- | ------------------ | ----------- |
| Witte trui | Magnus Sheffield | INEOS Grenadiers   | 28h 44' 00" |
| 2          | Carlos Rodríguez | INEOS Grenadiers   | + 25"       |
| 3          | Igor Arrieta     | Equipo Kern Pharma | + 1' 27"    |
|            |                  |                    |             |
| 5          | Casper van Uden  | Team DSM-Firmenich | + 5' 19"    |

### Ploegenklassement
| Plaats | Naam                   | Tijd        |
| ------ | ---------------------- | ----------- |
| 1      | Q36.5 Pro Cycling Team | 86h 14' 29" |
| 2      | Uno-X Pro Cycling Team | + 7"        |
| 3      | Equipo Kern Pharma     | + 1' 21"    |
|        |                        |             |
| 5      | Bingoal WB             | + 8' 01"    |
| 13     | Jumbo-Visma            | + 20' 56"   |

## Klassementenverloop
| Etappe       | Winnaar          | Algemeen klassement · | Puntenklassement · | Bergklassement · | Jongerenklassement · | Ploegenklassement      | Strijdlust      |
| ------------ | ---------------- | --------------------- | ------------------ | ---------------- | -------------------- | ---------------------- | --------------- |
| 1            | Olav Kooij       | Olav Kooij            | Olav Kooij         | James Fouché     | Olav Kooij           | Uno-X Pro Cycling Team | Harry Tanfield  |
| 2            | Olav Kooij       | Olav Kooij            | Olav Kooij         | James Fouché     | Olav Kooij           | BORA-hansgrohe         | Abram Stockman  |
| 3            | Olav Kooij       | Olav Kooij            | Olav Kooij         | James Fouché     | Olav Kooij           | Uno-X Pro Cycling Team | Nícolas Sessler |
| 4            | Olav Kooij       | Olav Kooij            | Olav Kooij         | James Fouché     | Olav Kooij           | Uno-X Pro Cycling Team | Harry Tanfield  |
| 5            | Wout van Aert    | Wout van Aert         | Olav Kooij         | James Fouché     | Olav Kooij           | Uno-X Pro Cycling Team | Wout van Aert   |
| 6            | Danny van Poppel | Wout van Aert         | Olav Kooij         | James Fouché     | Olav Kooij           | Uno-X Pro Cycling Team | Abram Stockman  |
| 7            | Rasmus Tiller    | Wout van Aert         | Olav Kooij         | James Fouché     | Magnus Sheffield     | Uno-X Pro Cycling Team | Ben Turner      |
| 8            | Carlos Rodríguez | Wout van Aert         | Olav Kooij         | James Fouché     | Magnus Sheffield     | Q36.5 Pro Cycling Team | Abram Stockman  |
| 0Eindstanden | 0Eindstanden     | Wout van Aert         | Olav Kooij         | James Fouché     | Magnus Sheffield     | Q36.5 Pro Cycling Team | Abram Stockman  |

1987 · 
1988 · 
1989 · 
1990 · 
1991 · 
1992 · 
1993 · 
1994 · 
1995 · 
1996 · 
1997 · 
1998 · 
1999 · 
2000 · 
2001 · 
2002 · 
2003 · 
2004 · 
2005 · 
2006 · 
2007 · 
2008 · 
2009 · 
2010 · 
2011 · 
2012 · 
2013 · 
2014 · 
2015 · 
2016 ·
2017 · 
2018 ·
2019 ·
2020 · 
2021 · 
2022 · 
2023 · 
2024 ·
Ronde van San Juan ·
Ronde van Valencia ·
Clásica de Almería ·
Ronde van Oman ·
Ronde van de Algarve ·
Ruta del Sol ·
Faun Ardèche Classic ·
La Drôme Classic ·
Kuurne-Brussel-Kuurne ·
Trofeo Laigueglia ·
Milaan-Turijn ·
Nokere Koerse ·
GP Denain ·
Bredene Koksijde Classic ·
GP Industria & Artigianato-Larciano ·
Grote Prijs Miguel Indurain ·
Scheldeprijs ·
Brabantse Pijl ·
Ronde van de Alpen ·
Grote Prijs van Plumelec ·
Tro Bro Léon ·
Ronde van Hongarije ·
Vierdaagse van Duinkerke ·
Boucles de la Mayenne ·
Ronde van Noorwegen ·
Brussels Cycling Classic ·
Dwars door het Hageland ·
Ster ZLM Tour ·
Ronde van België ·
Ronde van Slovenië ·
Ronde van het Qinghaimeer ·
Ronde van Wallonië ·
Ronde van Burgos ·
Ronde van Denemarken ·
Arctic Race of Norway ·
Ronde van Duitsland ·
Maryland Cycling Classic ·
Ronde van Groot-Brittannië ·
Grote Prijs van Fourmies ·
Grote Prijs van Wallonië ·
Coppa Sabatini ·
Super 8 Classic ·
Ronde van het Taihu-meer ·
Ronde van Luxemburg ·
Circuit Franco-Belge ·
Ronde van Langkawi ·
Ronde van Emilia ·
Coppa Bernocchi ·
Ronde van de Drie Valleien ·
Ronde van het Münsterland ·
Ronde van Piemonte ·
Ronde van Hainan ·
Parijs-Tours ·
Ronde van Veneto ·
Japan Cup ·
Veneto Classic